# Johannes Geffcken
Karl Heinrich Johannes Geffcken (Berlino, 2 maggio 1861 – Rostock, 11 giugno 1935) è stato un filologo classico tedesco.
Figlio di Friedrich Heinrich Geffcken e docente all'università di Rostock, particolarmente pregiata è la sua edizione degli Oracula Sibyllina (1902).

## Opere
- Die Oracula Sibyllina, J.C. Hinrichs'sche Buchhandlung, Lipsia, 1902.